# Avenida de Mayo (Villa Adelina)
La avenida de Mayo es una de las principales arterias viales de Villa Adelina, en el Partido de San Isidro, Provincia de Buenos Aires, Argentina.

## Recorrido
La avenida nace desde la calle Luis María Drago, y tiene una traza diagonal en relación con el resto de la trama.
En ella se encuentra parte del centro comercial de Villa Adelina, y pasa por el denominado barrio "Parque Cisneros".
Es de intenso tránsito de vehículos particulares y de numerosas líneas de colectivos que conectan el servicio del Ferrocarril Belgrano Norte en la Estación Villa Adelina, con el acceso a la Autopista Panamericana y a la localidad de Martínez.
Sobre las veredas, de ambos lados, acompañan a la avenida una secuencia de árboles plátano, que en verano crean un "túnel de árboles" que proporciona sombra y frescura, y en invierno, al caerse las hojas, permite la entrada de luz de sol, generando una temperatura agradable.
Termina en la calle Dr. Raúl Scalabrini Ortiz enfrente a la Estación Villa Adelina, la cual es atravesada por un túnel debajo de la misma accediendo (en sentido oeste) a la calle El Indio, y (en sentido este) por la calle Santa Fe.

## Toponimia
Recibe el mismo nombre que la lujosa e histórica Avenida de Mayo de la Ciudad de Buenos Aires.
- Datos: Q16941561